# NGC 530
NGC 530 is een spiraalvormig sterrenstelsel in het sterrenbeeld Walvis. Het hemelobject ligt 206 miljoen lichtjaar (63,2 × 106 parsec) van de Aarde verwijderd en werd ontdekt op 20 november 1886 door de Amerikaanse astronoom Lewis A. Swift.

## Synoniemen
- IC 106
- 2MASX J01244163-0135134
- MCG +00-04-119
- PGC 5210
- UGC 965
- ZWG 385.108